# Yugoslavia en los Juegos Olímpicos de París 1924
Yugoslavia estuvo representada en los Juegos Olímpicos de París 1924 por un total de 42 deportistas que compitieron en 9 deportes.  
El portador de la bandera en la ceremonia de apertura fue el atleta Stane Perpar.

## Medallistas
El equipo olímpico yugoslavo obtuvo las siguientes medallas:
| Nombre       | Deporte            | Competición              |
| ------------ | ------------------ | ------------------------ |
| Oro          |                    |                          |
| Leon Štukelj | Gimnasia artística | Concurso completo ind. M |
| Leon Štukelj | Gimnasia artística | Barra fija M             |
| Plata        |                    |                          |
| —            |                    |                          |
| Bronce       |                    |                          |
| —            |                    |                          |